# Kringa
Kringa – wieś w Chorwacji, w żupanii istryjskiej, w gminie Tinjan. W 2011 roku liczyła 315 mieszkańców.
Kringa jest ojczyzną legendarnego wampira Jure Grando.